# フラゾリドン
フラゾリドン(英: furazolidone)とは抗菌薬の一つ。Roberts LaboratoriesよりFuroxone 、グラクソ・スミスクラインよりDependal-Mの商品名で市販されている。

## 利用
フラゾリドンは細菌や原虫感染による下痢や腸炎の治療に使用される。
フラゾリドンは養殖業で使用される。

### 原虫
ジアルジア症（ランブル鞭毛虫を原因とする）にも使用されるが、第一選択薬ではない。。

### 細菌
旅行者下痢、コレラ、サルモネラ症の治療にも使用される。
獣医薬としては、フラゾリドンはサケ科魚類のMyxobolus cerebralisによる感染症に対して効果がある。
ヘリコバクター・ピロリによる感染症の治療での使用が提案されている。

## 作用機序
フラゾリドンの作用はDNAの架橋形成によるものであると考えられている。

## 規制
フラゾリドンはアメリカ合衆国では現在使用されていない。